# 李廣林
李廣林，BBS，MH（Kwong-Lam Lee，1937年—2023年12月2日）。出生於廣東廣州，明泰食品有限公司董事長及首席執行官、通泰行董事長。稱為「糧油大王」，也投資房地產先驅。

## 公職
港九罐頭洋酒伙食行商會有限公司副監事長、香港和平統一促進會副會長、香港各界文化促進會理事、東區康樂體育促進會前主席、銅鑼灣街坊會前會長，東區康樂體育促進會前主席、港島東區大廈協會前副主席、度量衡十進制委員會包裝小組前主席、消費者委員會前委員、港九街坊會協進會前主席、香港食品委員會前會長。

## 資料來源
1. ↑  .   [2023-12-10]. （原始内容存档于2023-12-10）.
2. ↑  最關注食品安全衛生　李廣林熱心社團工作 香港商報 的存檔，存档日期2004-09-12.

## 外部連結
- 牛津出版社中國 （页面存档备份，存于）
- 糧油大王李廣林醉心收藏 香港商報[永久]
- 獲章精英：數十載地區服務 李廣林獲頒銅星章 文匯報 （页面存档备份，存于）